# Fédération des Seychelles de football
La Fédération des Seychelles de football (Seychelles Football Federation (en) SFF) est une association regroupant les clubs de football des Seychelles et organisant les compétitions nationales et les matchs internationaux de la sélection des Seychelles.
La fédération nationale des Seychelles est fondée en 1979. Elle est affiliée à la FIFA depuis 1986 et est membre de la CAF depuis 1986 également.

## Ancien logo

Ancien logo de la Fédération